# Floriane Herrscher
Pour les articles homonymes, voir Herrscher.
Floriane Herrscher est une joueuse française de basket-ball, née le 29 mai 1984 à Colmar.

## Biographie
D'origine alsacienne, elle est une habituée de la Ligue 2 : Sceaux, Charleville, Calais, Reims... Elle aussi évolué à Namur (Belgique). Elle dispute en 2013 son troisième Final Four de L2 en quatre ans (finaliste avec Reims en 2011, 3e puis 4e avec Calais en 2012 et 2013). Pendant l'été 2013, elle signe pour Arras Pays d'Artois Basket Féminin un temps relégué en Ligue 2 puis repêché en LFB.

## Clubs
- 2002-2003 : Saint-Jacques Sport Reims
- 2003-2004 : Villeneuve-d'Ascq
- 2009-2011 : Reims Basket Féminin (LF2)
- 2011-2013 : COB Calais (LF2)
- 2013- : Arras Pays d'Artois Basket Féminin

## Palmarès

### Équipe nationale
- Médaillée d'argent avec l'Équipe de France de basket-ball féminin des 20 ans et moins au Championnat d'Europe 2004

### Clubs
- Qualification pour le Final four LF2 (2010, 2012, 2013)